# National Airways Cameroon
National Airways Cameroon was een luchtvaartmaatschappij uit Kameroen met haar thuisbasis in Yaoundé.

## Geschiedenis
National Airways Cameroon is opgericht in 2005 en werd opgeheven in 2009.

## Bestemmingen
National Airways Cameroon voerde lijnvluchten uit naar:(zomer 2007)
Binnenland:
- Douala, Garoua, Maroua, Yaoundé.

Buitenland:
- Abidjan, Bangui, Cotonou, Kinshasa, Libreville, Malabo, Ndjamena.

## Vloot
De vloot van National Airways Cameroon bestond uit:(november 2007)
- 1 Jakovlev Jak-40
- 1 Boeing B737-200